# Cantó de Luzy
El cantó de Luzy és un cantó francès del departament de la Nièvre, a la regió de Borgonya-Franc Comtat. Està inclòs al districte de Château-Chinon(Ville), té 12 municipis i el cap cantonal és Luzy.

## Municipis
- Avrée
- Chiddes
- Fléty
- Lanty
- Larochemillay
- Luzy
- Millay
- Poil
- Rémilly
- Savigny-Poil-Fol
- Sémelay
- Tazilly

## Història
| Data d'elecció                           | Identitat          | Partit        | Qualitat |
| ---------------------------------------- | ------------------ | ------------- | -------- |
| 1945-1955                                | M. Bondoux         | SFIO          |          |
| 1955-1973                                | Daniel Benoist     | SFIO          |          |
| 1973-1992                                | Bernard Dollet     | Divers droite |          |
| 1992-2000                                | Jacqueline Rostain | Divers droite |          |
| 2000-2011                                | Jean-Louis Rollot  | PS            |          |
| 2011-                                    | Jocelyne Guérin    | PS            |          |
| les dades anteriors no són pas conegudes |                    |               |          |
|                                          |                    |               |          |

## Demografia
| A partir de 1990: Població sense dobles comptes |